# Poskurice
Poskurice (izvirno srbsko Поскурице) je naselje v Srbiji, ki upravno spada pod mesto Kragujevac; slednje pa je del Šumadijskega upravnega okraja.

## Demografija
V naselju živi 490 polnoletnih prebivalcev, pri čemer je njihova povprečna starost 45,3 let (44,1 pri moških in 46,4 pri ženskah). Naselje ima 170 gospodinjstev, pri čemer je povprečno število članov na gospodinjstvo 3,37.
|  |

| Demografija | Demografija     | Demografija     |
| Leto        | Št. prebivalcev | Št. prebivalcev |
| ----------- | --------------- | --------------- |
|             |                 |                 |
|             |                 |                 |
|             |                 |                 |
|             |                 |                 |
| 1948        | 306             |                 |
| 1953        | 288             |                 |
| 1961        | 280             |                 |
| 1971        | 249             |                 |
| 1981        | 359             |                 |
| 1991        | 625             | 623             |
| 2002        | 580             | 573             |
|             |                 |                 |

| Etnična sestava po popisu iz leta 2002 | Etnična sestava po popisu iz leta 2002 | Etnična sestava po popisu iz leta 2002 | Etnična sestava po popisu iz leta 2002 | Etnična sestava po popisu iz leta 2002 |
| -------------------------------------- | -------------------------------------- | -------------------------------------- | -------------------------------------- | -------------------------------------- |
| Srbi                                   | Srbi                                   |                                        | 566                                    | 98,77%                                 |
| Črnogorci                              | Črnogorci                              |                                        | 6                                      | 1,04%                                  |
| Makedonci                              | Makedonci                              |                                        | 1                                      | 0,17%                                  |
| Neznano                                | Neznano                                |                                        | 0                                      | 0,0%                                   |